# Schüttdorfer Straße (B 168a)
Die Schüttdorfer Straße (B 168a) (amtlich: B168a Schüttdorfer Straße) ist eine nur 1,5 km lange Landesstraße B im österreichischen  Bundesland Salzburg. Sie befindet sich im Stadtgebiet von Zell am See und verbindet die Pinzgauer Straße (B 311) mit der Mittersiller Straße (B 168).

## Geschichte
Die als Umfahrung konzipierte Straße wurde geplant als Verkehrsentlastung von Schüttdorf, dem südlichen Teil von Zell am See. Der Bau der Straße dauerte von Juli 2020 bis Juni 2022, die Eröffnung erfolgte am 4. Juli des Jahres. Als Baukosten waren 18,4 Mio. Euro veranschlagt worden, in einer Kritik nach Fertigstellung wurden 20 Mio. Euro genannt.
Gemeinsam mit der Errichtung der Straße wurden mit dem Verlauf der Trasse auch noch im Bau befindliche Hochwasserschutzmaßnahmen für das Zeller Becken beendet. Rund 600 Meter der Straße verlaufen auf einem Damm, der als Hochwasserschutz für den südlichen Zeller Raum dient.

## Verkehr
Laut Planung zweigt die Schüttdorfer Straße von der Pinzgauer Straße B 311 bei Straßenkilometer 43,6 ab und mündet in die Mittersiller Straße B 168 bei Kilometer 0,8. Man verspricht sich von der neuen Straße eine Verkehrsentlastung im südlichen Bereich von Schüttdorf von 28 % auf der Pinzgauer Straße und 45 % auf der Mittersiller Straße. Die Pinzgauer Straße wurde (mit Nennung vom Juli 2020) im betreffenden Bereich von rund 19.000 Fahrzeugen täglich befahren, die Mittersiller Straße von rund 17.500 Fahrzeugen pro Tag.
Mit der neuen Straße wird auch der Flugplatz Zell am See besser erschlossen.